# クリストファー・クラドック

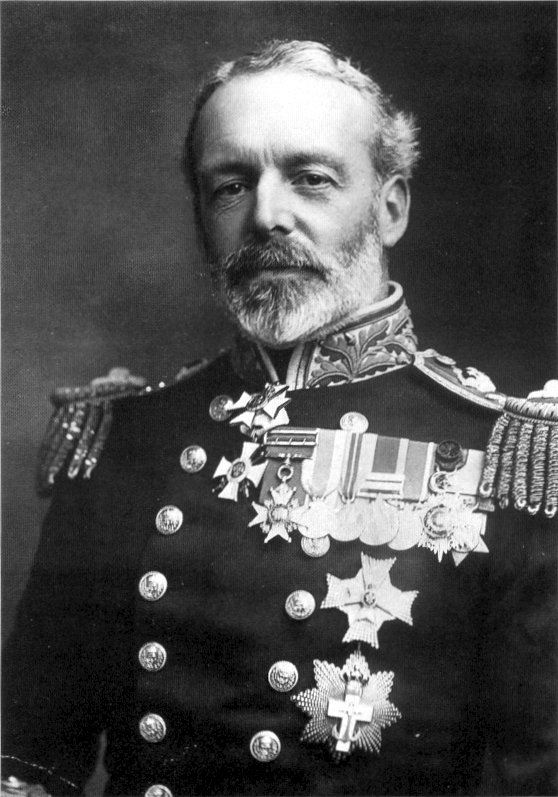
クリストファー・クラドック

サー・クリストファー・ジョージ・フランシス・モーリス・クラドック（Sir Christopher George Francis Maurice Cradock、1862年7月2日 - 1914年11月1日）は、イギリスの海軍軍人。

## 略歴
- 1875年、英国海軍に入隊、地中海と中国で活動。
- 1910年、少将に昇進。
- 1912年、KCVOを与えられる。
- 1913年、北アメリカと西インド諸島司令官。
- 1914年8月、第一次世界大戦で、英国海軍の第4戦隊を指揮して、通商破壊をするシュペー艦隊を追跡して、撃滅する命令が下る。
  - クラドック艦隊はシュペー艦隊よりも古い艦船と未熟な乗員によって成っていた。
- 同年11月、コロネル沖海戦で戦死。

## 著書
- 「Sporting Notes in the Far East」(1889年)
- 「Wrinkles in Seamanship」(1894年)
- 「Whispers From the Fleet」(1907年)